# Fred Bourguignon
Pour les articles homonymes, voir Bourguignon.
 (mai 2010).
Si vous disposez d'ouvrages ou d'articles de référence ou si vous connaissez des sites web de qualité traitant du thème abordé ici, merci de compléter l'article en donnant les références utiles à sa vérifiabilité et en les liant à la section « Notes et références ».
Fred Bourguignon est un peintre et poète français né le 2 novembre 1916 au Château-d'Oléron et mort à Villeneuve-sur-Lot (Lot-et-Garonne) le 17 mars 2008.

## Biographie
Fred Bourguignon est né le 2 novembre 1916, à La Renisière, hameau du Château-d'Oléron sur l'île d'Oléron.
Il publie dès 1939 dans la revue de poésie La Tour de Feu, dirigée par Pierre Boujut, à Jarnac (Charente), dont il est secrétaire de rédaction. Il s’oriente vers la peinture vers 1945.
En 1956, la revue fait paraître le manifeste intitulé « Révolution de l'infiguré » avec la participation de Bryen, Tapié, Matthieu, Humeau et bien d'autres…
«L'état d'infiguration sera l'accomplissement  de la peinture dans le prolongement de  l'écriture» - Citation de l'artiste en 2007 - "La dimension des formes, l'énergie des couleurs, le graphisme purement pictural, le travail au couteau, l'expérimentation et l'exploration sont à l'œuvre sans cesse dans le geste de Fred Bourguignon" (citation du mémoire de maîtrise de Dominique Bru-1988) .
Depuis 1950, il appartient au mouvement de l'Abstraction Lyrique.
En 1962, il fait partie des 110 peintres que présente François Mathey au musée des Arts décoratifs à Paris, sous le titre : Collection d'expression française.
En 1974, Fred Bourguignon ose inverser sa peinture avec les fixés sous verre. Il nous montre les dessous où notre œil est invité à pénétrer à l'intérieur d'une matière habituellement et historiquement cachée.
En 1988, il devient le sujet du mémoire de maîtrise en Arts plastiques de Dominique Bru à la faculté de Bordeaux III, suivi en 1994 d'un documentaire de création 35 mm - couleur - réalisé par Jean-Pierre C. Brouat et Dominique Bru, dans l'île d'Oléron et à Bonaguil où il réside depuis 1970.
Il a publié 30 recueils de textes poétiques, illustrés de ses propres dessins et gravures sur bois aux éditions Les Poètes de la Tour.
Il meurt le 17 mars 2008, à l'âge de 91 ans.

## Expositions
Expositions particulières depuis 1969 :
- Quartersaw Gallery - Portland, Oregon U.S. 1992 - 1994 - 1997
- Espace Jean Touzot - 75006 - Paris - tous les ans de 1993 à 2006
- Centre culturel d'Agen - Rétrospective - 1996
- Centre d'art contemporain Raymond Farbos - Mont-de-Marsan - 2001
- À partir de 2001, il est invité par Kunstraum Kettner à exposer tous les ans en Bavière : Augsburg, Germering-München, Burghausen, Schongau, Regensburg, Gröbenzell, Galerie Wimmer-München (2014)
- La chapelle du Martrou- Agen 2010- exposition présentée par Emmanuel PIC
- la volupté des signes, 81 fixés sous verre au Prieuré de Monsempron-Libos du 2 juillet au 2 octobre 2011.
- Secrétes sonorités Manoir du Rouerguou - St Médard- Catus (46)2012.
- Les herbes de l’énigme - Salles Jean Hélion- municipalité d'Issoire (63)2013.
- De 1969 à 2018, 39 expositions dans la galerie Les Jurandes dirigée par sa femme Bernadette depuis 1965, au pied du château de Bonaguil.

## Pour approfondir